# Шейнман Арон Львович
Аро́н Льво́вич Ше́йнман (1886, Сувалки — 1944, Лондон) — радянський державний діяч, голова Держбанку СРСР.

## Біографія
Народився в 1886 року у містечку Сувалки. У 1903 вступив в РСДРП. Після Лютневої революції обраний головою міської Ради Гельсінкі. З липня 1918 року — фінансовий аташе радянського уряду в Стокгольм, займався комерційними перекладами віз Радянської Росії. Разом зі шведським банкіром, Улафом Ашбергом створив банк. У січні 1919 року висланий зі Швеції разом з Вацлавом Воровським, Максимом Літвіновим, Михайлом Бородіним та іншими більшовиками. Був призначений членом колегії Наркомату продовольства РРФСР, а через рік — заступником наркома торгівлі і промисловості. У червні 1920 року затверджено членом колегії Наркомату зовнішньої торгівлі.

### Голова держбанку СРСР
4 жовтня 1921 р. на засіданні РНК був прийнятий Декрет про заснування Державного банку РРФСР, 7 жовтня 1921 цей декрет затвердила IV сесія ВЦВК. Через шість днів А. Л. Шейнман був призначений Головою Правління Держбанку РРФСР (з липня 1923 р. — Держбанку СРСР). У 1923 був призначений наркомом внутрішньої торгівлі. У 1922 році Держбанк, за ініціативою Шейнман, випустив нові банківські купюри — червінці. У листопаді 1925, після об'єднання Наркомату торгівлі СРСР і Наркомату зовнішньої торгівлі СРСР, Шейнман став заступником наркома зовнішньої і внутрішньої торгівлі СРСР. Через два місяці повернувся на посаду голови Держбанку СРСР.

### Голова Амторгу
У 1928 році виїхав у відпустку до Німеччини і вирішив не повертатися в СРСР. У 1933-1934 рр. займав посаду голови Правління Амторгу, згодом очолив в офіс Інтуриста в Лондоні. У 1939 році отримав британське громадянство. 22 травня 1944 року помер в Лондоні.